# Liuhe
Liuhe (chinesisch 柳河县, Pinyin Liǔhé Xiàn) ist ein chinesischer Kreis der bezirksfreien Stadt Tonghua in der Provinz Jilin. Seine Fläche beträgt 3.349 Quadratkilometer und er weist eine Einwohnerzahl von 363.836 (Stand: Zensus 2010) auf.
Die Stätte der Luotongshan-Stadt (Luotongshan cheng 罗通山城) aus dem Reich Goguryeo steht seit 2001 auf der Liste der Denkmäler der Volksrepublik China (5-30).